# Nazeer
Nazeer (9. August 1934 – 1. Januar 1960) war ein auf dem Staatsgestüt El Zahraa nahe Kairo in Ägypten gezogener Originalaraberhengst von Mansour aus der Bint Samiha. Nazeer beeinflusste über seine Nachkommen nicht nur die deutsche, sondern die Vollblutaraberzucht weltweit.
Er hatte zahlreiche Nachkommen, darunter so bedeutende Pferde wie Aswan, Ansata Ibn Halima und Morafic. Von dem ägyptisch gezogenen Morafic  stammt der in Deutschland gezogene Vererber El Shaklan ab. Die drei deutschen Nazeer-Söhne Ghazal, Kaisoon und Hadban Enzahi prägten die Reinzucht ägyptischer Araber in Deutschland maßgeblich.
Der Vater seines Muttervaters, Sotamm, stammt aus Blutlinien, die auf die Pferde zurückzuführen sind, die von Wilfrid und Lady Anne Blunt aus dem Gestüt von Ali Pascha Scherif importiert worden sind. Sotamm war in England auf dem Crabbet Park Arabian Stud in Sussex geboren und wurde dann von Lady Wentworth an die ägyptische Regierung verkauft. 

## Pedigree
| Vater Mansour Schimmel 1921   | Gamil Manial Schimmel 1912     | Saklawi II Schimmel 1890         | {{{ffff}}} |
| Vater Mansour Schimmel 1921   | Gamil Manial Schimmel 1912     | Saklawi II Schimmel 1890         | {{{fffm}}} |
| Vater Mansour Schimmel 1921   | Gamil Manial Schimmel 1912     | Dalal Schimmel 1903              | {{{ffmf}}} |
| Vater Mansour Schimmel 1921   | Gamil Manial Schimmel 1912     | Dalal Schimmel 1903              | {{{ffmm}}} |
| Vater Mansour Schimmel 1921   | Nafaa El Saghira Schimmel 1910 | Meanagi Sbeyli 1900              | {{{fmff}}} |
| Vater Mansour Schimmel 1921   | Nafaa El Saghira Schimmel 1910 | Meanagi Sbeyli 1900              | {{{fmfm}}} |
| Vater Mansour Schimmel 1921   | Nafaa El Saghira Schimmel 1910 | Nafaa El Kebira Schimmel 1905    | {{{fmmf}}} |
| Vater Mansour Schimmel 1921   | Nafaa El Saghira Schimmel 1910 | Nafaa El Kebira Schimmel 1905    | {{{fmmm}}} |
| Mutter Bint Samiha Braun 1925 | Kazmeen Braun 1916             | Sotamm Braun 1910                | {{{mfff}}} |
| Mutter Bint Samiha Braun 1925 | Kazmeen Braun 1916             | Sotamm Braun 1910                | {{{mffm}}} |
| Mutter Bint Samiha Braun 1925 | Kazmeen Braun 1916             | Kasima Braun 1905                | {{{mfmf}}} |
| Mutter Bint Samiha Braun 1925 | Kazmeen Braun 1916             | Kasima Braun 1905                | {{{mfmm}}} |
| Mutter Bint Samiha Braun 1925 | Samiha Fuchs 1918              | Samhan Fuchs 1905                | {{{mmff}}} |
| Mutter Bint Samiha Braun 1925 | Samiha Fuchs 1918              | Samhan Fuchs 1905                | {{{mmfm}}} |
| Mutter Bint Samiha Braun 1925 | Samiha Fuchs 1918              | Bint Hadba El Saghira Fuchs 1912 | {{{mmmf}}} |
| Mutter Bint Samiha Braun 1925 | Samiha Fuchs 1918              | Bint Hadba El Saghira Fuchs 1912 | {{{mmmm}}} |